# スナク内閣
スナク内閣（スナクないかく）は、リズ・トラスの後任として国王チャールズ3世によりリシ・スナクが首相に任命され、成立したイギリスの内閣である。トラスが2022年10月20日に辞任を表明し、スナクが保守党党首選挙で当選した。2019年イギリス総選挙で当選した議員による第58期議会で多数派政権を構成した。
2024年イギリス総選挙で与党保守党は大敗を喫し、現職閣僚も多数落選した。労働党への政権交代により、保守党は14年ぶりに野党に転落することになった。

## 概説
9月に成立した保守党を基盤とするトラス内閣が経済政策で行き詰まり、トラス首相が辞任を表明。後任首相として、彼女と保守党の党首選で争ったスナクが無投票選出された。スナクはジョンソン政権に反対して辞任をしており、政策としてはジョンソン及びトラスの路線とは異なるものをとる。また、彼は党首選挙において、トラスの経済政策を批判しており、まずは、経済をめぐる混乱を抑えることが急務とされる。しかしながら、スナクには妻の非定住者制度をめぐる問題が指摘されており、長期の政権維持には不安な声もある。

## 政策
スナク内閣は、不法入国者に対する策として、不法入国者をルワンダへ移送する計画、ルワンダ移送計画を発表した。この政策は、小型ボートでイギリスを目指す移民について移送するというものであったが、その「1％未満」しか移送対象にならない仕組みであった。そのため野党などからは「抑止効果がない」などと批判されていた。その後、提要範囲が拡大され亡命に失敗したイギリス残留者についても適用されることを発表した。
この計画に基づいて、リシ・スーナク首相は7月初めにもルワンダ移送を開始すると表明し、イギリス政府は4月末から、亡命申請中の不法入国者を拘束していた。保守党政権下の内務省は、拘束した人数を公表していなかったものの、BBCの取材によってその人数が220人に上っていたことが分かった。
しかしながら、政権交代後の労働党政権になると首相となったキア・スターマー首相が閣議後に首相として初めての記者会見を開き、保守党政権が進めていた不法入国者をルワンダへ移送する計画について、廃止することを宣言した。保守党政権中も国内でさまざまな異論のあったこの計画について、スターマー首相は「完全におしまい」だと表明。
不法入国者をルワンダへ移送する計画は、2022年4月にボリス・ジョンソン前首相が最初に発表して以来、法的な異議申し立てに直面してきていた。イギリス政府は、不法入国した人をルワンダに移送し、そこで亡命申請手続きを行わせるために、すでにルワンダ側に2億4000万ポンドを支払っており、イギリスは8日、この資金の一部を取り戻すことへの期待感を示していた。
しかし、翌日9日にルワンダ政府のアラン・ムクラリンダ報道官は、ルワンダの国営メディアで、「はっきりさせておくが、この資金を払い戻すという内容は、協定には全く含まれていない」と述べ、ルワンダ政府は受け入れをめぐるイギリスとの合意で受け取った2億4000万ポンド（約490億円）について、払い戻す義務はないとの見解を示した。また、同報道官はイギリスとの協定は資金の払い戻しについて「定めていない」と説明し、イギリスがルワンダに話を持ちかけ、パートナーシップを結ぶことを求めたのであり、「広範囲の議論が行われた」とした。
同年1月には、この計画が21カ月間にわたり停滞していたため、ルワンダのポール・カガメ大統領は亡命希望者が1人もルワンダに移送されないのなら、資金の一部を払い戻す可能性を示唆していた。しかし、今回正式にルワンダ政府は、イギリス側にこれを払い戻す「義務はない」と言明した。

## 政権交代

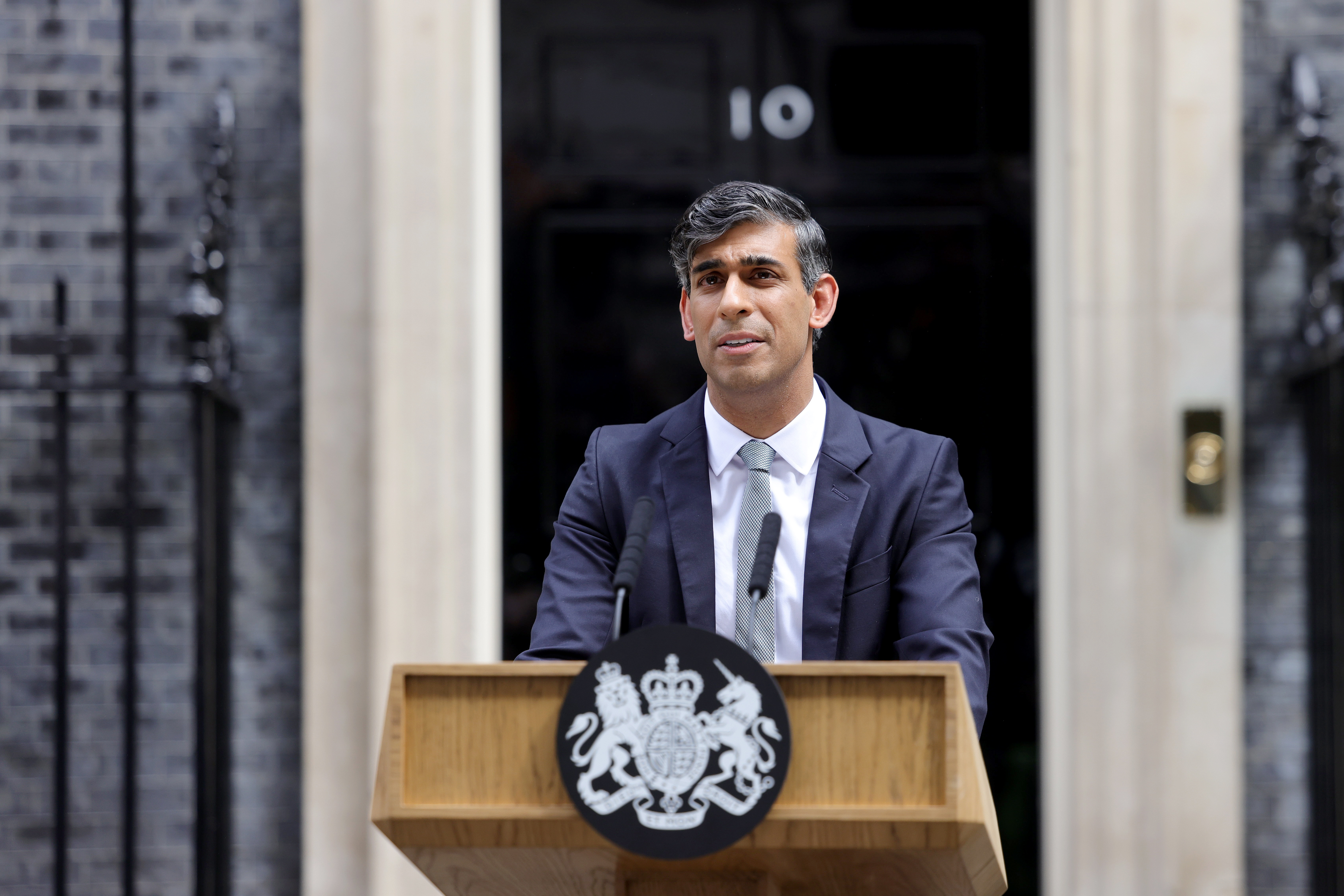
保守党敗北を受け、首相辞任を表明するリシ・スナク

2024年の総選挙で2010年の総選挙で政権を獲得して以来14年にわたって政権の座にあった与党・保守党は224議席を失い、これまでの最低記録である1906年の156議席を大幅に下回る121議席にとどまり、党創設以来最低の議席数、前身であるトーリー党を含めても1700年代以降で最悪の結果となる歴史的惨敗となった。この結果を受け、スナク党首は責任を取るとして辞任を表明し、その後、チャールズ国王に首相辞任の意向を伝えるためバッキンガム宮殿へ向かった。この保守党の大敗は、新型コロナウイルスのパンデミックが始まった2020年に、政府自らが複数人の集会を禁止したロックダウン期間中であるにも関わらず、首相官邸などでパーティーが繰り返し開かれていた、いわゆる「パーティーゲート」や保守党関係者による問題行動、自由民主党の復活、右派のナイジェル・ファラージ氏率いるリフォームUKの議席獲得などが影響したとみられている。
また、ペニー・モーダント枢密院議長、グラント・シャップス国防相、アレックス・チョーク法務相、リアム・フォックス保守党議長、ジョニー・マーサー退役軍人問題担当相、ジリアン・キーガン教育相、マーク・ハーパー運輸相など史上最多の11閣僚が議席を失った。また、リズ・トラス前首相がサウス・ウエスト・ノーフォークの選挙区で労働党候補に630票差で敗れたほか、ジェイコブ・リース＝モッグなどの著名な議員も議席を失うなど、現職閣僚や元首相らが落選した。
首相であったスナク党首は、選挙前の報道で初の現職落選か、とも囁かれたものの、イングランド北部ヨークシャーのリッチモンドおよびノースアラトン選挙区で、次点の労働党候補に1万2185票差で再選を果たした。

## 閣僚
| 役職                                                            | 写真                          | 氏名                               | 任期                                                      |
| --------------------------------------------------------------- | ----------------------------- | ---------------------------------- | --------------------------------------------------------- |
| 内閣の閣僚                                                      |                               |                                    |                                                           |
| 首相 第一大蔵卿 国家公務員担当大臣 連合担当大臣                 |                               | リシ・スナク                       | 2022年10月25日 - 2024年7月5日                             |
| 副首相                                                          |                               | ドミニク・ラーブ                   | 2022年10月25日 - 2023年4月21日                            |
| 副首相                                                          |                               | オリヴァー・ダウデン               | 2023年4月21日 - 2024年7月5日                              |
| 財務大臣 第二大蔵卿                                             |                               | ジェレミー・ハント                 | 2022年10月25日 - 2024年7月5日                             |
| 外務・英連邦・開発大臣                                          |                               | ジェームズ・クレバリー             | 2022年9月6日 - 2023年11月13日                             |
| 外務・英連邦・開発大臣                                          |                               | チッピングノートンのキャメロン男爵 | 2023年11月13日 - 2024年7月5日                             |
| 内務大臣                                                        |                               | スエラ・ブレイバーマン             | 2022年10月25日 - 2023年11月13日                           |
| 内務大臣                                                        |                               | ジェームズ・クレバリー             | 2023年11月13日 - 2024年7月5日                             |
| 国防大臣                                                        |                               | ベン・ウォレス                     | 2019年7月24日 - 2023年8月31日                             |
| 国防大臣                                                        |                               | グラント・シャップス               | 2023年8月31日 - 2024年7月5日                              |
| エネルギー安全保障・ネットゼロ大臣                              |                               | グラント・シャップス               | 2023年2月7日 - 2023年8月31日                              |
| エネルギー安全保障・ネットゼロ大臣                              |                               | クレア・カウティーノ               | 2023年8月31日 - 2024年7月5日                              |
| 司法大臣 大法官                                                 |                               | ドミニク・ラーブ                   | 2022年10月25日 - 2023年4月21日                            |
| 司法大臣 大法官                                                 |                               | アレックス・チョーク               | 2023年4月21日 - 2024年7月5日                              |
| 科学・イノベーション・技術大臣                                  |                               | ミシェル・ドネラン                 | 2023年2月7日 - 2023年4月28日 2023年7月20日 - 2024年7月5日 |
| 科学・イノベーション・技術大臣                                  |                               | クロエ・スミス                     | 2023年4月28日 - 2023年7月20日                             |
| 保健・社会福祉大臣                                              |                               | ステファン・バークレー             | 2022年10月25日 - 2023年11月13日                           |
| 保健・社会福祉大臣                                              |                               | ヴィクトリア・アトキンス           | 2023年11月13日 - 2024年7月5日                             |
| ランカスター公領大臣                                            |                               | オリヴァー・ダウデン               | 2022年10月25日 - 2024年7月5日                             |
| 内閣府長官                                                      | 2023年2月9日 - 2024年7月5日   | オリヴァー・ダウデン               |                                                           |
| 庶民院院内総務 枢密院議長                                       |                               | ペニー・モーダント                 | 2022年9月6日 - 2024年7月5日                               |
| 貴族院院内総務 王璽尚書                                         |                               | ニコラス・トゥルー男爵             | 2022年9月6日 - 2024年7月5日                               |
| ビジネス・エネルギー・産業戦略担当大臣                          |                               | グラント・シャップス               | 2022年10月25日 - 2023年2月7日                             |
| レベリングアップ・住宅・コミュニティ担当大臣 政府間関係担当大臣 |                               | マイケル・ゴーヴ                   | 2022年10月25日 - 2024年7月5日                             |
| 国際貿易大臣                                                    |                               | ケミ・ベーデノック                 | 2022年9月6日 - 2023年2月7日                               |
| ビジネス・貿易担当大臣                                          | 2023年2月7日 - 2024年7月5日   | ケミ・ベーデノック                 |                                                           |
| 商務庁長官                                                      | 2022年9月6日 - 2024年7月5日   | ケミ・ベーデノック                 |                                                           |
| 女性・平等担当大臣                                              | 2022年10月25日 - 2024年7月5日 | ケミ・ベーデノック                 |                                                           |
| 労働・年金担当大臣                                              |                               | メル・ストライド                   | 2022年10月25日 - 2024年7月5日                             |
| 教育担当大臣                                                    |                               | ジリアン・キーガン                 | 2022年10月25日 - 2024年7月5日                             |
| 環境・食糧・農村問題担当大臣                                    |                               | テレーズ・コフィー                 | 2022年10月25日 - 2023年11月13日                           |
| 環境・食糧・農村問題担当大臣                                    |                               | ステファン・バークレー             | 2023年11月13日 - 2024年7月5日                             |
| 運輸担当大臣                                                    |                               | マーク・ハーパー                   | 2022年10月25日 - 2024年7月5日                             |
| デジタル・文化・メディア・スポーツ担当大臣                      |                               | ミシェル・ドネラン                 | 2022年9月6日 - 2023年2月7日                               |
| 文化・メディア・スポーツ担当大臣                                |                               | ルーシー・フレイザー               | 2023年2月7日 - 2024年7月5日                               |
| 北アイルランド大臣                                              |                               | クリス・ヒートン＝ハリス           | 2022年9月6日 - 2024年7月5日                               |
| スコットランド大臣                                              |                               | アリスター・ジャック               | 2019年7月24日 - 2024年7月5日                              |
| ウェールズ大臣                                                  |                               | デイヴィッド・T・C・デイヴィス     | 2022年10月25日 - 2024年7月5日                             |
| 無任所大臣                                                      |                               | ナディム・ザハウィ                 | 2022年10月25日 - 2023年1月29日                            |
| 無任所大臣                                                      |                               | グレッグ・ハンズ                   | 2023年1月29日 - 2023年11月13日                            |
| 無任所大臣                                                      |                               | リチャード・ホールデン             | 2023年11月13日 - 2024年7月5日                             |
| 閣議に出席する閣外の役職                                        |                               |                                    |                                                           |
| 財務大臣政務官 庶民院首席補佐官                                 |                               | サイモン・ハート                   | 2022年10月25日 - 2024年7月5日                             |
| 財務長官                                                        |                               | ジョン・グレン                     | 2022年10月25日 - 2024年7月5日                             |
| 法務長官(イングランド及びウェールズ) 法務長官(北アイルランド)   |                               | ヴィクトリア・プレンティス         | 2022年10月25日 - 2024年7月5日                             |
| 内閣府大臣 主計長官                                             |                               | ジェレミー・クイン                 | 2022年10月25日 - 2024年7月5日                             |
| 退役軍人担当大臣                                                |                               | ジョニー・マーカー                 | 2022年10月25日 - 2024年7月5日                             |
| 開発・アフリカ担当大臣                                          |                               | アンドリュー・ミッチェル           | 2022年10月25日 - 2024年7月5日                             |
| 安全保障担当大臣                                                |                               | トム・トゥーゲットハント           | 2022年9月6日 - 2024年7月5日                               |
| 移民担当大臣                                                    |                               | ロバート・ジェンリック             | 2022年10月25日 - 2023年12月6日（辞任表明）                |
| 無任所国務大臣                                                  |                               | ギャヴィン・ウィリアムソン         | 2022年10月25日 - 2022年11月8日                            |